# (13390) Bouška
(13390) Bouška, désignation internationale (13390) Bouska, est un astéroïde de la ceinture principale.

## Description
(13390) Bouska est un astéroïde de la ceinture principale. Il fut découvert le 18 mars 1999 à l'Observatoire d'Ondřejov par Marek Wolf et Petr Pravec. Il présente une orbite caractérisée par un demi-grand axe de 2,58 UA, une excentricité de 0,18 et une inclinaison de 13,3° par rapport à l'écliptique.

## Compléments